# Jacob Thompson

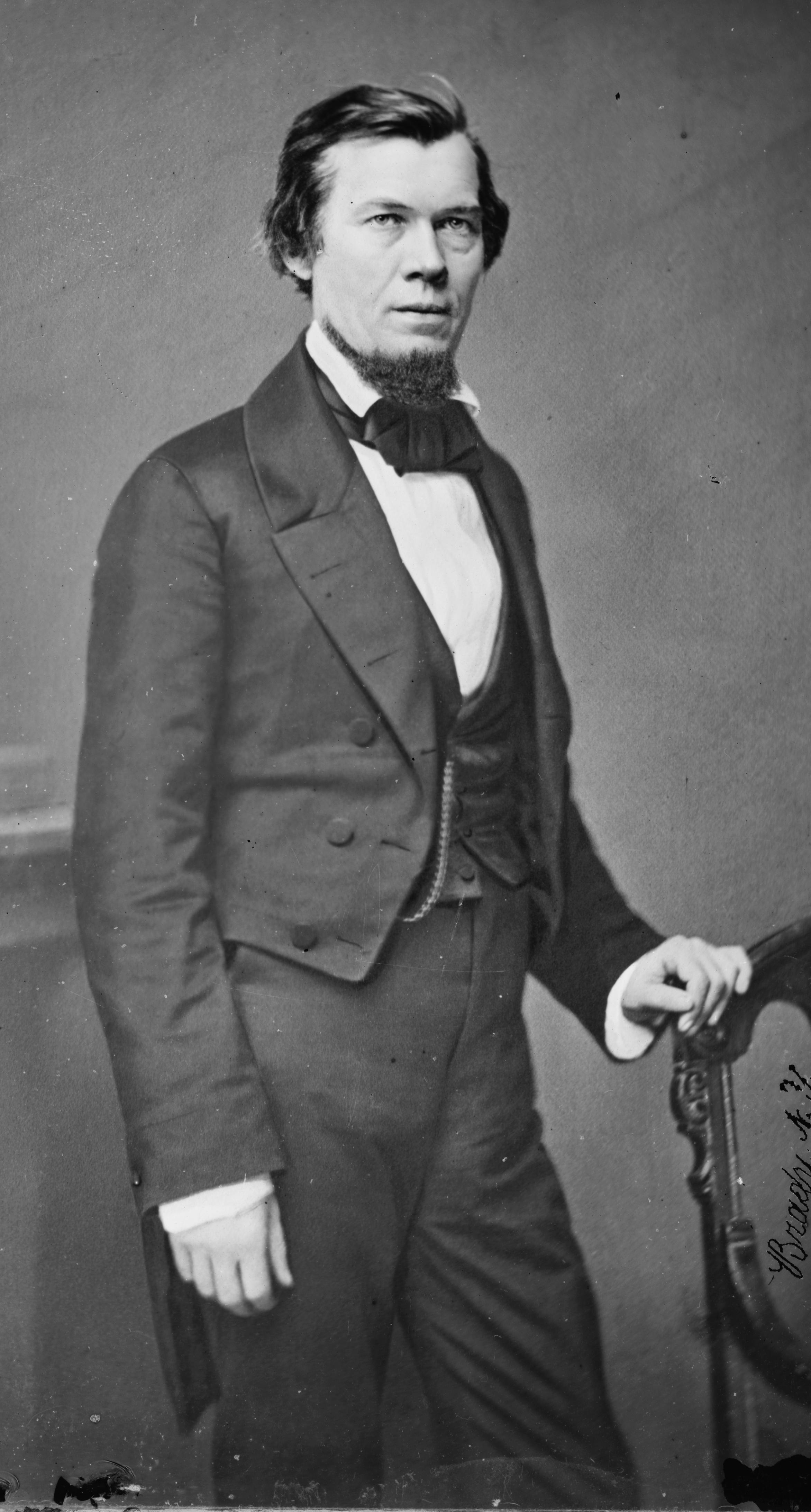
Jacob Thompson

Jacob Thompson (* 15. Mai 1810 in Leasburg, Caswell County, North Carolina; † 24. März 1885 in Memphis, Tennessee) war ein US-amerikanischer Politiker. Er gehörte dem Kabinett von US-Präsident James Buchanan zwischen 1857 und 1861 als Innenminister an.

## Leben
Jacob Thompson besuchte zunächst die Bingham Academy, eine Privatschule im Orange County, ehe er seine Ausbildung an der University of North Carolina fortsetzte und dort 1831 seinen Abschluss machte. In der Folge gehörte er selbst für kurze Zeit dem Lehrstab der Universität an, ehe er die Rechte studierte und 1834 in die Anwaltskammer aufgenommen wurde. Er arbeitete danach als Jurist in Pontotoc (Mississippi).

## Abgeordneter und Minister
Auch als Politiker wurde Thompson danach aktiv. 1839 kandidierte er als Demokrat erstmals für das US-Repräsentantenhaus, dem er nach erfolgreicher Wahl und mehrfacher Bestätigung bis 1851 angehörte. Zwischenzeitlich stand er 1845 vor der Berufung in den US-Senat, die aber nicht vollzogen wurde; der Senatssitz fiel an Joseph W. Chalmers.
Nach missglückter Wiederwahl im Jahr 1850 arbeitete er zunächst wieder als Anwalt, bevor Präsident Buchanan ihn 1857 als Innenminister in sein Kabinett berief. Die vierjährige Amtszeit Buchanans war geprägt von Streitigkeiten innerhalb des Kabinetts, die sich um die Frage der Sklaverei und der Sezession des Südens drehten. Thompson sympathisierte mit den Südstaaten und erklärte schließlich im Januar 1861 seinen Rücktritt. Bis zur Amtsübernahme des neuen Präsidenten Abraham Lincoln im März desselben Jahres, der Caleb Blood Smith zum neuen Innenminister ernannte, blieb der Posten somit vakant.

## Im Sezessionskrieg
Jacob Thompson fungierte während des Sezessionskrieges als Generalinspekteur der Konföderiertenarmee. Zwischen 1864 und 1865 vertrat er die Interessen der Konföderierten in Kanada; von dort ging auch die Planung eines terroristischen Anschlags auf New York City aus. Vorgesehen war, die Stadt am 25. November 1864 niederzubrennen; dies sollte die Vergeltung für die Zerstörungsfeldzüge der Nordstaatengenerale Philip Sheridan und William T. Sherman sein. Der Plan wurde aber nicht in die Tat umgesetzt; dafür wurde noch im selben Jahr Thompsons eigener Landsitz Home Place in Oxford von Unionstruppen niedergebrannt.
Nach dem Krieg ließ sich Thompson in Memphis nieder, um von dort aus seine zahlreichen Besitztümer zu kontrollieren. Dort starb er auch im März 1885.